# Bourneov ultimatum (2007.)
Bourneov ultimatum (eng. The Bourne Ultimatum) je akcijski triler Paula Greengrassa iz 2007. djelomično temeljen na istoimenom romanu Roberta Ludluma.
U glavnoj ulozi treći se put pojavljuje Matt Damon kao bivši CIA-in operativac koji pati amnezije, Jason Bourne. U ostalim ulogama pojavljuju se Julia Stiles, David Strathairn, Scott Glenn, Paddy Considine, Edgar Ramirez, Albert Finney i Joan Allen. Ključni članovi glumačke ekipe repriziraju svoje uloge iz prethodna dva filma o Bourneu, uz dodatke kao što su Strathairn, koji se pojavljuje u ulozi šefa CIA-ina odjela; Considine kao britanski novinar; i Ramirez kao novi ubojica poslan da likvidira Bournea. Film nastavlja sagu o Jasonu Bourneu nakon što se ispričao kćeri Vladimira Neskog u Moskvi, i prati junaka koji putuje kroz Pariz, London, Madrid, Tanger i New York kako bi otkrio vlastiti identitet, dok CIA nastavlja slati ubojice da ga uklone.
Film je producirao Universal Pictures, a objavljen je 3. kolovoza 2007. u Sjevernoj Americi, gdje je zaradio 69,2 milijuna dolara u prvom vikendu, kao najuspješniji film mjeseca kolovoza. Krajem istog mjeseca, predviđalo se kako će film s inozemnim prikazivanjima zaraditi više nego prethodna dva filma zajedno.
Iako su sva tri filma bila iznimno komercijalno i kritički uspješna, Bourneov ultimatum je jedini u trilogiji koji je bio nominiran za Oscare; osvojio je sve tri nagrade za koje je bio nominiran: najbolju montažu, najbolji zvuk i najbolju montažu zvuka.

## Radnja
Film počinje kad se Bourne ispričava Neskijevoj kćeri. Ranjen još u automobilskoj jurnjavi u Bourneovoj nadmoći, Jason Bourne i dalje izbjegava moskovsku policiju. Tijekom provale u kliniku kako bi zaliječio rane, okruže ga dva policajca. Bourne ih svladava i pobjegne rekavši jednom od njih da nema problema s njima.
Priča se nastavlja šest tjedana kasnije kad se Simon Ross, novinar Guardiana, sastaje s Nealom Danielsom, šefom CIA-ina ureda u Madridu, u Torinu, kako bi razgovarao o Treadstoneu i pokušao doći do informacija o Jasonu Bourneu. Bourne odlazi u Pariz kako bi rekao Marienu bratu, Martinu, za njezinu smrt. Zatim vlakom odlazi u London i pročita u Guardianu članak gdje Ross opisuje Bournea kao operativca CIA-e. Bourne dogovara sastanak s Rossom u Londonu na južnom izlazu Waterloo Stationa. Ross je, međutim, pod nadzorom jer je tijekom telefonskog razgovora sa svojim urednikom spomenuo "Operaciju Blackbriar", što je zabilježila CIA. Šef odjela CIA-e Noah Vosen alarmira svoje ljude kako bi iskopali informacije o Rossu vjerujući kako je Operacija Blackbriar (preimenovani Treadstone na prijedlog Warda Abbotta na kraju Bourneova identiteta) kompromitirana.
Nakon što je primio poziv od Bournea, Ross uzima taksi do Waterloo Stationa, a slijedi ga CIA, koja vjeruje da će se tamo naći sa svojim izvorom. Na stanici, Bourne ugleda CIA-ine operativce kako slijede Rossa i podmetne mu mobitel; preko njega, Bourne upućuje preplašenog novinara kako će izbjeći nadzor stanice, dok u isto vrijeme onesposobljuje CIA-ine agente koji pokušavaju oteti Rossa. No, Vosen naređuje svom agentu Pazu da ubije Rossa i njegov izvor. Vosenova ekipa identificira Bournea na sigurnosnoj kameri i prepoznaju ga kao originalnog ubojicu iz Treadstonea i pretpostave da bi on morao biti Rossov izvor. Bourne savjetuje Rossu da ostane skriven, ali ovaj se uspaniči i otkrije se, a Paz ga s lakoćom ubija. U nastalom kaosu, Bourne ukrade Rossove bilješke iz čega otkriva da je Rossov izvor Daniels.
Zamjenicu direktora Pamelu Landy pozivaju da pomogne uhvatiti Bournea. Uz Landynu pomoć, Vosen i njegova ekipa shvaćaju da je Daniels Rossov izvor. Odlučuju poslati ekipu u Danielsov ured u Madridu, ali Bourne stiže prvi, pronašavši samo jednu fotografiju u praznom sefu koji je Daniels već ispraznio. Bourne napada CIA-inu ekipu nakon što uđu u ured i, taman nakon što je sredio agente, u ured ulazi Nicky Parsons. Nicky mu kaže da je premještena u Madrid nakon Berlina i da je Daniels pobjegao u Tanger. Pomaže mu da pobjegne CIA-inom pojačanju rekavši Vosenu da je Bourne već otišao iz ureda. Bourne naziva policiju i prijavljuje zvukove pucnjave; oni stižu u trenutku kad druga CIA-ina ekipa izlazi iz svojih vozila izvučenog oružja, ispred ureda. Nakon što Bourne upita Nicky zašto mu pomaže, ona mu samo natukne nešto o nečemu što se dogodilo prije njegove amnezije ("Bilo mi je teško... s tobom. (duga stanka) Stvarno se ničega ne sjećaš."), sugerirajući kako su ona i Bourne možda bili ljubavnici. U Tangeru shvaćaju da je CIA poslala ubojicu Desha Bouksanija da eliminira Danielsa. Nicky upotrebljava svoju službenu dozvolu kako bi poslala Deshu poruku, rekavši mu da se sastane s njom kako bi mu dala novi mobitel, omogućujući Bourneu da slijedi Desha do njegove sljedeće mete. Nakon što Vosen shvati što je Nicky učinila, naređuje Deshu da ubije nju i Bournea nakon što eliminira Danielsa. Landy se razbjesni zbog Vosenove spremnosti da na slijepo ubije CIA-ino osoblje i napušta operaciju.
Bourne slijedi Desha, ali ne uspijeva spasiti Danielsa, koji pogiba od Deshove podmetnute bombe. Nakon što se Desh vrati po Nicky, Bourne pobjegne od tangerske policije i obračuna se s Deshom, zadavivši ga na kraju kabelom. Bourne se pridružuje Nicky na autobusnoj stanici gdje ona počinje vlastiti bijeg od CIA-e. U mrtvačnici u Tangeru, Bourne pregleda Danielsove dokumente i pronalazi adresu CIA-ine područne stanice u New Yorku. Bourne avionom odlazi u New York, a po dolasku namjerno iskoristi putovnicu koja privlači Landynu pozornost. Bourne naziva Landy promatrajući nju i Vosena u isto vrijeme s druge strane ulice. Ponavlja se kraj Bourneove nadmoći: Landy mu kaže da je njegovo pravo ime David Webb i da je rođen 15. travnja 1971. ("4/15/71"), što je šifra za adresu Treadstone ustanove na broju 415 u 71. ulici. Bourne pošalje tekstualnu poruku Landy i dogovara sastanak. Vosen i njegova ekipa presreću poruku i počnu slijediti Landy koja izlazi iz zgrade. Bourneov sastanak je, međutim, jednostavna diverzija kako bi provalio u Vosenov ured i ukrao tajne dokumente o Blackbriaru.
Vosen shvaća diverziju nakon telefonskog poziva od Bournea koji ga naziva kako bi snimio njegov glas - ključ za otvaranje njegova sefa. Bourne bježi i počinje automobilska potjera s CIA-inim operativcima i Pazom. Nakon što je svladao Paza na cesti, Bourne ga odluči poštediti. Ispred Treadstone ustanove, Bourne se sastaje s Landy i predaje joj ukradene dokumente iz Vosenova ureda prije nego što je ušao u zgradu. Unutra susreće dr. Alberta Hirscha, koji je vodio psihološki program Treadstonea. Uz njegovu pomoć, Bourne se prisjeća da se - kao kapetan David Webb - dobrovoljno javio za program i ubio čovjeka u istoj sobi. Užasnut sjećanjem na ono čime je dovršio svoj psihološki profil i preuzeo identitet Jasona Bournea, on kaže Hirschu, "Sjećam se svega. Više nisam Jason Bourne."
Na povratku u područnu postaju, Vosen shvaća da je Landy Bourneu dala adresu u šifri kad mu je otkrila datum rođenja. Vosen požuri u ustanovu i posvađa se s Landy koja završava faksiranje njegovih dokumenata koje je Bourne ukrao. Ona pogleda u Vosena hladnokrvno i kaže, "Bolje ti je da pronađeš dobrog odvjetnika." U međuvremenu, na krovu pogona Paz stjera Bournea u kut. Drži ga na nišanu i zahtjeva da mu kaže zašto mu je poštedio život. Bourne upita Paza zna li zašto mu je naređeno da ga ubije. "Pogledaj nas. Pogledaj na što te natjeraju da daš", kaže Bourne, ponavljajući posljednje riječi Treadstoneova ubojice zvanog Profesor (Clive Owen) iz Bourneova identiteta. Paz spušta oružje, ali pojavljuje se Vosen i opuca u Bournea u trenutku kad ovaj skoči s krova u East River deset katova niže.
Nakon nekog vremena, Nicky ugleda vijesti o otkrivanju Blackbriara, uhićenju Hirscha i Vosena, da je direktor CIA-e Ezra Kramer predmet Senatova saslušanja te da je David Webb (Bourneovo pravo ime), pao u East River. Izvještaj naglašava da ni nakon trodnevne potrage Bourneovo tijelo još nije pronađeno, na što se Nicky nasmije. Dok svira Mobyjeva "Extreme Ways", film (aludirajući na uvodnu scenu Bourneova identiteta) se vraća na Bournea kako beživotno pluta u vodi. Nakon dosta vremena, počinje se micati i otpliva u tamu.

## Glumci
- Matt Damon kao Jason Bourne (Kapetan David Webb): bivši CIA-in operativac koji pati od amnezije.
- David Strathairn kao Noah Vosen: zamjenik direktora CIA-e, šef Operacije Blackbriar, preimenovane i unaprijeđene Operacije Treadstone.
- Joan Allen kao Pamela Landy: zamjenica direktora CIA-e, radi s Vosenom na hvatanju Bournea.
- Julia Stiles kao Nicky Parsons: bivši Bourneov kontakt iz Treadstonea u Parizu; premještena je u Madrid nakon što je nekoliko pokušaja da se uhvati Bourne u Berlinu i Rusiji propalo. Ona je jedini lik uz Bournea koji se pojavljuje u sva tri filma.
- Paddy Considine kao Simon Ross: britanski novinar iz Guardiana koji je radio na otkrivanju tajni iza originalne Operacije Treadstone i iz Bourneove prošlosti.
- Albert Finney kao Dr. Albert Hirsch: CIA-in specijalist koji je nadgledao Bourneove promjene ponašanja tijekom obuke prije Operacije Treadstone.
- Scott Glenn kao Ezra Kramer: Direktor CIA-e.
- Colin Stinton kao Neal Daniels: Šef CIA-ine područne postaje u Madridu.
- Joey Ansah kao Desh Bouksani: ubojica iz Blackbriara iz Casablance poslan u Tanger kako bi likvidirao Danielsa.
- Edgar Ramirez kao Paz: ubojica iz Blackbriara iz Napulja.
- Tom Gallop kao Tom Cronin: pomoćnik Pamele Landy.
- Corey Johnson kao Wills: Vosenov zamjenik na Operaciji Blackbriar.
- Daniel Brühl kao Martin Kreutz: Marien brat.

## Produkcija
Bourneov ultimatum sniman je u studijima Pinewood u Londonu i na nekoliko drugih lokacija diljem svijeta, uključujući Tanger, London, Pariz, Madrid (kao on sam i zamjena za Torino), Berlin (kao zamjena za Moskvu), New Yorku i drugim lokacijama u SAD-u.

### Reference na prethodne filmove

#### Reference unutar serijala
U audio komentaru za DVD izdanje filma, redatelj Paul Greengrass je potvrdio da su sljedeće scene ciljane aluzije na scene iz prethodnih nastavaka franšize o Bourneu.
- Uvodna automobilska potjera iz Bourneova ultimatuma je nastavak pokušaja ruske policije da uhvati Bournea u Moskvi pred kraj Bourneove nadmoći, a odvija se nakon što se Bourne ispričao Neskijevoj kćeri u prethodnom filmu.
- Scena u kojoj Bourne kaže Martinu za smrt njegove sestre Marie je vrlo slična kraju Bourneove nadmoći, kad se Borurne ispričava Neskijevoj kćeri zbog ubojstva njezinih roditelja.
- Tijekom automobilske potjere s Pazom, Bourne ga svladava slično kao i Kirilla na kraju Bourneove nadmoći. Sekvenca kojoj Bourne prilazi Pazu s pištoljem ali ne odlučuje pucati podsječa na sličnu scenu iz drugog nastavka.
- Kraj Nadmoći kad Bourne razgovara s Landy dok je u isto vrijeme gleda s druge zgrade, je trenutak gdje počinje drugi dio Ulatimatuma. No, zbog neobjašnjenih razloga, na početku ove scene na kraju drugog filma, mobitel Pamele Landy zazvoni nakon što Bourne nazove, ali u ovom on vibrira. Još jedna pogreška je u trenutku kad njezin pomoćnik ulazi usred razgovora u Ultimatumu, dok se to u Nadmoći ne događa. Osim toga, u ovom filmu je vani zima sa snijegom, dok je u prethodniku toplo i sunčano.
- Na kraju filma na krovu, Bourne kaže Pazu, "Pogledaj nas. Pogledaj na što te natjeraju da daš", ponavljajući riječi umirućeg Profesora (Clive Owen) u Bourneovu identitetu.
- Kad Landy pregledava dosje o Bourneovim ubojstvima, jedno od lica označeno "Likvidiran" je ono glumca Richarda Chamberlaina, koji je glumio Bournea u televizijskom filmu Bourneov identitet iz 1988.
- Kraj Bourneova ultimatuma, s Bourneom koji beživotno pluta na vodi, podsjeća na uvodnu scenu Bourneova identiteta.

#### Reference izvan serijala
- Scena u kojoj Bourne očajnički pokušava uhvatiti Pazov odsjaj nakon što je Ross ubijen je, prema Greengrassu, "oda" jednom od njegovih omiljenih filmova, Francuskoj vezi.[6]
- Scene smještene u Tangeru podsjećaju na scenu u "kafiću" iz filma Bitka za Alžir.

## Soundtrack
Kao i za prethodna dva filma iz serijala, glazbu je skladao John Powell. Za odjavnu špicu je snimljena nova verzija Mobyjeve pjesme "Extreme Ways" nazvana "Extreme Ways (Bourne's Ultimatum)".

### Popis pjesama
1. Six Weeks Ago – (4:31)
2. Tangiers – (7:40)
3. Thinking of Marie – (3:51)
4. Assets and Targets – (7:18)
5. Faces Without Names – (3:31)
6. Waterloo" – (10:38)
7. Coming Home" – (3:19)
8. Man Versus Man – (5:46)
9. Jason Is Reborn – (4:04)
10. Extreme Ways (Bourne's Ultimatum) – (4:22)

## Reakcije
Bourneov ultimatum zaradio je 69,2 milijuna dolara u prvom vikendu prikazivanja, najviše u kolovozu 2007. i 441,2 milijuna dolara u svijetu zaključno s 14. prosinca 2007. Od 2. ožujka 2008., film na Rotten Tomatoesu ima 93 posto pozitivnih recenzija (195 od 210), više nego ijedan prethodnik. Na Metacriticu ima rejting 85/100, opet više od prva dva filma. Na kraju kino prikazivanja, film je zaradio 227,471,070 dolara, čime je postao najuspješniji film u serijalu.
Kao i njegov prethodnik, Bourneova nadmoć, film je kritiziran zbog klimave kamere, pa se tako Richard Corliss u Timeu u pozitivnoj recenziji čudio, "zašto kamera čak i u scenama razgovora pati od Parkinsona? Okvir filma drhti, skriva govornika slušateljevim ramenom, uznemiruje gledatelja i odvlači pozornost od onog što se zapravo zbiva u sceni."
U britanskim novinama je posebno komentirano uvođenje izmišljenog novinara iz stvarnog britanskog časopisa The Guardian i scene smještene u Ujedinjenom Kraljevstvu (posebno postaja Waterloo). Kritičar tog lista je naglasio kako je izbjegavanje "metaka iz CIA-ina snajpera... nešto što nam [novinarima Guardiana] se događa stalno".

### Oscari
Film je osvojio Oscare u sve tri kategorije (drugi najuspješniji film na dodjeli) za koje je bio nominiran na 80. dodjeli:
- Christopher Rouse za montažu
- Scott Millan, David Parker i Kirk Francis za zvuk
- Karen M. Baker i Per Hallberg za montažu zvuka

## Nastavak
U svibnju 2007., pred izlazak Bourneova ultimatuma, Matt Damon je izjavio kako nije zainteresiran za četvrti nastavak, rekavši (o svojem sudjelovanju u franšizi): "Izjahali smo tog konja koliko god smo mogli." No, financijski i kritički uspjeh Bourneova ultimatuma doveli su do nagađanja u nekoliko časopisa i na internetskim forumima da bi mogao biti produciran još jedan film o Bourneu.
Časopis Variety 22. veljače 2008. je donio priču kako se uistinu priprema četvrti film, s Damonom i redateljem Paulom Greengrassom.

## Vanjske poveznice
- Službena stranica  Arhivirana inačica izvorne stranice od 20. lipnja 2010. (Wayback Machine)
- Bourneov ultimatum u internetskoj bazi filmova IMDb-a
- Bourneov ultimatum na Rotten Tomatoes
- Bourneov ultimatum na Box Office Mojo
- Bourneov ultimatum na Yahoo! Movies
- Scenarij filma na MovieScriptPlace.com  Arhivirana inačica izvorne stranice od 13. veljače 2008. (Wayback Machine)
- Bourne portal na UGO.com
- Kraj filma s odjavnom špicom "Extreme Ways (Bourne's Ultimatum)" na YouTubeu